# 센다기역
센다기역(일본어: 千駄木駅, せんだぎえき)은 일본 도쿄도 분쿄구에 있는 철도역이다.

## 타는 곳
| 1 | ○ 지요다 선 | 오테마치・요요기우에하라・혼아쓰기・가라키다 방면 |
| 2 | ○ 지요다 선 | 니시닛포리・기타센주・아야세・아비코・도리데 방면 |

## 이용 현황
- 1일 평균 24,982명 (2007년)

## 역 주변
- 일본 의과 대학 병원
- 도요 대학 하쿠산 캠퍼스
- 도요 대학 국제 회관
- 도쿄 도 452호 간다하쿠산 선

## 역사
- 1969년 12월 20일: 영업 개시.

## 인접역
| 도쿄 메트로 9호선            | 도쿄 메트로 9호선 | 도쿄 메트로 9호선          |
| ---------------------------- | ----------------- | -------------------------- |
| C14 네즈 요요기우에하라 방면 | 지요다 선         | C16 니시닛포리 아야세 방면 |